# サキー
サキー(Sakhee)とはアメリカ合衆国生産、イギリス・UAE調教の競走馬、種牡馬。主な勝ち鞍は2001年の凱旋門賞、インターナショナルステークスなど。

## 現役時代
- 特記事項なき場合、本節の出典はRacing Post[1]、EQIBASE[4]

1999年8月22日、レスター競馬場でのメイドン競走でデビューし、4着。2戦目で勝ち上がり、サンダウン競馬場での条件ステークスも勝って3戦2勝とし、休養に入る。3歳となった2000年、初戦のクラシックトライアルを勝って連勝を継続し、ダービーステークス前哨戦のダンテステークスにも勝利し4連勝をマークした。ダービーステークスでは、いったん先頭に立つも残り150ヤードのところでシンダーに差し切られ1馬身差の2着に終わる。次走のエクリプスステークスもジャイアンツコーズウェイの4着と振るわず以後休養に入り、この間にゴドルフィンのサイード・ビン・スルール厩舎に転入した。冬場にドバイで調整中に膝を痛め、休養が長引くこととなった。
エクリプスステークス出走からおよそ1年を経た2001年7月にニューベリー競馬場のリステッド競走スティーヴントンステークスで復帰して1着とすると、次走のインターナショナルステークスでは2着のグランデラに7馬身差をつけて連勝。10月7日の凱旋門賞でも最後の直線手前から押し出して2着アクアレリストに6馬身差をつけて勝利。鞍上のランフランコ・デットーリは「素晴らしい馬だ」と称えた。このあと、当初出走予定のチャンピオンステークスは見送ってブリーダーズカップ・ターフへの出走が取り沙汰されたが、最終的にはターフ出走を僚馬ファンタスティックライトに宛がって、ブリーダーズカップ・クラシックに向かうこととなった。この使い分けをブラッド・ホース誌は「意外な選択」と報じた一方、クラシックに出走予定のティズナウを管理するジェイ・ロビンス調教師は「勝つチャンスはなくなった」と脅威として受け止めていた。レースでは先行するアルバートザグレートを追う形で進め、直線入口では先頭に立つもティズナウと長く競り合い、そのまま馬体を合わせてゴール。結果はティズナウとはハナ差の2着に終わり、デットーリは「芝のレースほどの推進力に欠けていたしタフな馬に叩かれたが、頑張った」と振り返った。この一戦は、全米サラブレッド競馬協会の「モーメント・オブザ・イヤー」に選ばれた。
5歳となった2002年は2月ナドアルシバ競馬場の条件競走から使い出し、1着。続くドバイワールドカップはストリートクライの3着に終わり、休養を経て8月のG3競走ゴントービロン賞で2着のあとチャンピオンステークスを目標に調整が進められていたが、レースを目前に膝を故障して引退した。

## 競走成績
以下の内容は、Racing Post、EQIBASEの情報および記載法に基づく。
| 出走日     | 競馬場           | 競走名                         | 格 | 距離     | 着順 | 騎手          | 着差      | 1着（2着）馬        |
| ---------- | ---------------- | ------------------------------ | -- | -------- | ---- | ------------- | --------- | ------------------- |
| 1999.08.22 | レイセスター     | メイドン競走                   |    | 芝7f     | 4着  | R. ヒルズ     | 4馬身     | Soviet Flash        |
| 1999.09.13 | ノッティンガム   | メイドン競走                   |    | 芝8f     | 1着  | R. ヒルズ     | 3馬身     | (Duchamp)           |
| 1999.10.02 | サンダウン       | 条件S                          |    | 芝8f     | 1着  | G. カーター   | 3 1/2馬身 | (Michele Marieschi) |
| 2000.04.29 | サンダウン       | クラシックトライアル           | G3 | 芝10f7y  | 1着  | R. ヒルズ     | 1馬身     | (Pawn Broker)       |
| 2000.05.17 | ヨーク           | ダンテS                        | G2 | 芝10f85y | 1着  | R. ヒルズ     | 1 1/4馬身 | (Pawn Broker)       |
| 2000.06.10 | エプソム         | ダービー                       | G1 | 芝12f10y | 2着  | R. ヒルズ     | 1馬身     | Sinndar             |
| 2000.07.08 | サンダウン       | エクリプスS                    | G1 | 芝10f7y  | 4着  | R. ヒルズ     | 4馬身     | Giant's Causeway    |
| 2001.07.21 | ニューベリー     | スティーヴントンS              | L  | 芝10f    | 1着  | L. デットーリ | 3馬身     | (Aklwych)           |
| 2001.08.21 | ヨーク           | インターナショナルS            | G1 | 芝10f85y | 1着  | L. デットーリ | 7馬身     | (Grandera)          |
| 2001.10.07 | ロンシャン       | 凱旋門賞                       | G1 | 芝2400m  | 1着  | L. デットーリ | 6馬身     | (Aquarelliste)      |
| 2001.10.27 | ベルモントパーク | ブリーダーズカップ・クラシック | G1 | D10f     | 2着  | L. デットーリ | ハナ      | Tiznow              |
| 2002.02.24 | ナドアルシバ     | 条件競走                       |    | D2000m   | 1着  | L. デットーリ | 9馬身     | (Atlantis Prince)   |
| 2002.03.22 | ナドアルシバ     | ドバイワールドC                | G1 | D2000m   | 3着  | L. デットーリ | 9馬身     | Street Cry          |
| 2002.08.10 | ドーヴィル       | ゴントービロン賞               | G3 | 芝2000m  | 2着  | R. ヒルズ     | 1馬身     | Wellbeing           |

## 引退後
2003年よりシェイク・ハムダンがイギリスに所有するシャドウェルスタッドで種牡馬として供用された。2021年8月20日に老衰のため死亡、24歳であった。

### おもな産駒
- 2004年生
  - Presvis / プレスヴィス（2009年クイーンエリザベス2世カップ、2011年ドバイデューティフリー）[11]
  - Sakhee's Secret / サキーズシークレット（2007年ジュライカップ、種牡馬）[12]
- 2008年産
  - Tin Horse / ティンホース（2011年プール・デッセ・デ・プーラン）[13]

## 血統表
| サキーの血統          | サキーの血統                                                                                       | サキーの血統                                                                                       | （血統表の出典）                                                                                   | （血統表の出典） |
| 父系                  | リヴァーマン系                                                                                     | リヴァーマン系                                                                                     | リヴァーマン系                                                                                     | [ § 2 ]          |
| 父 Bahri 1992 鹿毛    | 父の父Riverman 1969 鹿毛                                                                           | Never Bend                                                                                         | Nasrullah                                                                                          | Nasrullah        |
| 父 Bahri 1992 鹿毛    | 父の父Riverman 1969 鹿毛                                                                           | Never Bend                                                                                         | Lalun                                                                                              |                  |
| 父 Bahri 1992 鹿毛    | 父の父Riverman 1969 鹿毛                                                                           | River Lady                                                                                         | Prince John                                                                                        | Prince John      |
| 父 Bahri 1992 鹿毛    | 父の父Riverman 1969 鹿毛                                                                           | River Lady                                                                                         | Nice Lily                                                                                          |                  |
| 父 Bahri 1992 鹿毛    | 父の母Wasnah 1987 鹿毛                                                                             | Nijinsky II                                                                                        | Northern Dancer                                                                                    | Northern Dancer  |
| 父 Bahri 1992 鹿毛    | 父の母Wasnah 1987 鹿毛                                                                             | Nijinsky II                                                                                        | Flaming Page                                                                                       |                  |
| 父 Bahri 1992 鹿毛    | 父の母Wasnah 1987 鹿毛                                                                             | Highest Trump                                                                                      | Bold Bidder                                                                                        | Bold Bidder      |
| 父 Bahri 1992 鹿毛    | 父の母Wasnah 1987 鹿毛                                                                             | Highest Trump                                                                                      | Dear April                                                                                         |                  |
| 母 Thawakib 1990 鹿毛 | 母の父Sadler's Wells 1981 鹿毛                                                                     | Northern Dancer                                                                                    | Nearctic                                                                                           | Nearctic         |
| 母 Thawakib 1990 鹿毛 | 母の父Sadler's Wells 1981 鹿毛                                                                     | Northern Dancer                                                                                    | Natalma                                                                                            |                  |
| 母 Thawakib 1990 鹿毛 | 母の父Sadler's Wells 1981 鹿毛                                                                     | Fairy Bridge                                                                                       | Bold Reason                                                                                        | Bold Reason      |
| 母 Thawakib 1990 鹿毛 | 母の父Sadler's Wells 1981 鹿毛                                                                     | Fairy Bridge                                                                                       | Special                                                                                            |                  |
| 母 Thawakib 1990 鹿毛 | 母の母Tobira Celeste 1971 鹿毛                                                                     | Ribot                                                                                              | Tenerani                                                                                           | Tenerani         |
| 母 Thawakib 1990 鹿毛 | 母の母Tobira Celeste 1971 鹿毛                                                                     | Ribot                                                                                              | Romanella                                                                                          |                  |
| 母 Thawakib 1990 鹿毛 | 母の母Tobira Celeste 1971 鹿毛                                                                     | Heavenly Body                                                                                      | Dark Star                                                                                          | Dark Star        |
| 母 Thawakib 1990 鹿毛 | 母の母Tobira Celeste 1971 鹿毛                                                                     | Heavenly Body                                                                                      | Dangerous Dame                                                                                     |                  |
| 母系(F-No.)           | (FN:21-a)                                                                                          | (FN:21-a)                                                                                          | (FN:21-a)                                                                                          | [ § 3 ]          |
| 5代内の近親交配       | Northern Dancer 3 × 4 = 18.75%、Nasrullah 4 × 5 = 9.38%、Lalun 4 × 5 = 9.38%、Nearco 5 × 5 = 6.25% | Northern Dancer 3 × 4 = 18.75%、Nasrullah 4 × 5 = 9.38%、Lalun 4 × 5 = 9.38%、Nearco 5 × 5 = 6.25% | Northern Dancer 3 × 4 = 18.75%、Nasrullah 4 × 5 = 9.38%、Lalun 4 × 5 = 9.38%、Nearco 5 × 5 = 6.25% | [ § 4 ]          |
| 出典                  | 1. 2. 3. 4.                                                                                        | 1. 2. 3. 4.                                                                                        | 1. 2. 3. 4.                                                                                        | 1. 2. 3. 4.      |